# Aéroport international de Cleveland-Hopkins
Pour les articles homonymes, voir CLE.
L’Aéroport international de Cleveland-Hopkins (code IATA : CLE • code OACI : KCLE) est un aéroport public situé à 14 kilomètres (9 miles) au sud-ouest du central business district de Cleveland, une ville dans le comté de Cuyahoga, en Ohio, aux États-Unis. L'aéroport se trouve juste à l'intérieur des limites de la ville, et c'est le plus grand dans l'État de l'Ohio.

## Histoire
L'aéroport (CLE) a été fondé en 1925, devenant ainsi le premier aéroport appartenant à une municipalité aux États-Unis. Il a été le lieu de grandes premières pour les aéroports avec la première tour de contrôle pour le trafic aérien, le premier système d'éclairage des pistes, cela dès 1930. Plus tard, en 1968, il devient le premier aéroport américain à être directement connecté à un système de métro local ou régional — dans ce cas le métro de Cleveland, par la station Airport. CLE a été nommé d'après son fondateur, William R. Hopkins, pour son 82e anniversaire en 1951. L'aéroport est inscrit sur la liste des Historic Civil Engineering Landmarks en 1979.
CLE a accueilli 11,3 millions de passagers en 2006 et surpassera ce total en 2007 avec un taux de croissance de 1.5 %. Il est une plateforme de correspondance (hub) importante pour la compagnie Continental Airlines et sa filiale ExpressJet. Continental Airlines exploite 2 lignes quotidiennes vers l'Europe depuis Cleveland: Londres-Gatwick et, depuis mai 2008, Paris CDG. Le Cleveland Hopkins International Airport et l'aéroport de Burke Lakefront constituent le Cleveland Airport System exploité par le City of Cleveland's Department of Port Control.

## Installations
Le Cleveland Hopkins International Airport couvre une superficie de 769 hectares, avec trois pistes:
- Piste 06R/24L: 2,743 × 46 mètres, surface: béton
  - Depuis le 7/2007, cette piste est fermée et il est possible qu'elle soit étendue à 3,034 mètres (9,956 pieds).
- Piste 06L/24R: 2,743 × 46 mètres, surface: béton
- Piste 10/28: 1,834 × 46 mètres, surface: asphalte/béton

L'ancienne piste parallèle, maintenant désigné Piste 06C/24C, a une longueur de 2,163 mètres et une largeur de 46 mètres. Ses extrémités sont éclairés avec la marque "X" afin d'empêcher son utilisation par inadvertance, même si elle est en cours d'utilisation alors que la 06R/24L est temporairement hors service.

## Statistiques
Pour des raisons techniques, il est temporairement impossible d'afficher le graphique qui aurait dû être présenté ici.

Voir la requête brute et les sources sur Wikidata.

## Compagnies et destinations
| Compagnies                                     | Destinations |
| ---------------------------------------------- | --- |
| Air Canada Express                             | Aéroport international Pearson de Toronto |
| Alaska Airlines                                | Seattle-Tacoma |
| Allegiant Air                                  | Aéroport international Austin-Bergstrom Aéroport de Destin-Fort Walton Aéroport international de Fort Lauderdale-Hollywood Aéroport international de Jacksonville Aéroport international de Myrtle Beach Orlando Sanford International Airport Aéroport de Punta Gorda Aéroport international de Savannah/Hilton Head |
| American Airlines                              | Aéroport international Charlotte-Douglas Aéroport international de Dallas-Fort Worth Aéroport international de Philadelphie |
| American Eagle Airlines pour American Airlines | Aéroport international O'Hare de Chicago Aéroport international de Miami Aéroport international John-F.-Kennedy de New York Aéroport LaGuardia de New York Aéroport international de Philadelphie Aéroport national Ronald-Reagan |
| Delta Air Lines                                | Aéroport international Hartsfield-Jackson d'Atlanta Aéroport métropolitain de Détroit Aéroport international de Minneapolis-Saint-Paul |
| Delta Connection pour Delta Air Lines          | Aéroport international Charlotte-Douglas Aéroport métropolitain de Détroit Aéroport international Bradley Aéroport international de Minneapolis-Saint-Paul Aéroport LaGuardia de New York Aéroport international John-F.-Kennedy de New York Aéroport international de Raleigh-Durham |
| Frontier Airlines                              | Aéroport international Austin-Bergstrom Aéroport international de Cancún Aéroport international du sud-ouest de la Floride Aéroport international McCarran de Las Vegas Aéroport international de Miami Aéroport international d'Orlando Aéroport international Sky Harbor de Phoenix Aéroport international de Portland Aéroport international de Tampa                                                                        |
| JetBlue Airways                                | Aéroport international Logan de Boston Aéroport international de Fort Lauderdale-Hollywood Aéroport international d'Orlando |
| Southwest Airlines                             | Aéroport international Hartsfield-Jackson d'Atlanta Aéroport international Thurgood Marshall de Baltimore-Washington Aéroport international Midway de Chicago Aéroport international de Denver Aéroport international McCarran de Las Vegas Aéroport international Sky Harbor de Phoenix Aéroport international General Mitchell de Milwaukee Aéroport international de Nashville Aéroport international de Lambert-Saint-Louis |
| Spirit Airlines                                | Aéroport international Hartsfield-Jackson d'Atlanta Aéroport international de Fort Lauderdale-Hollywood Aéroport international du sud-ouest de la Floride Aéroport international McCarran de Las Vegas Aéroport international de Los Angeles Aéroport international Louis Armstrong de La Nouvelle-Orléans Aéroport international de Myrtle Beach Aéroport international d'Orlando Aéroport international de Tampa              |
| United Airlines                                | Aéroport international de Cancún Aéroport international O'Hare de Chicago Aéroport international de Denver Aéroport intercontinental George-Bush de Houston Aéroport international de Los Angeles Aéroport international d'Orlando Aéroport international de San Francisco Aéroport international Luis-Muñoz-Marín |
| United Express pour United Airlines            | Aéroport international Logan de Boston Aéroport international O'Hare de Chicago Aéroport international de Denver Aéroport intercontinental George-Bush de Houston Aéroport international General Mitchell de Milwaukee Aéroport LaGuardia de New York Aéroport international Liberty de Newark Aéroport national Ronald-Reagan Aéroport international de Washington-Dulles                                                      |

## Galerie

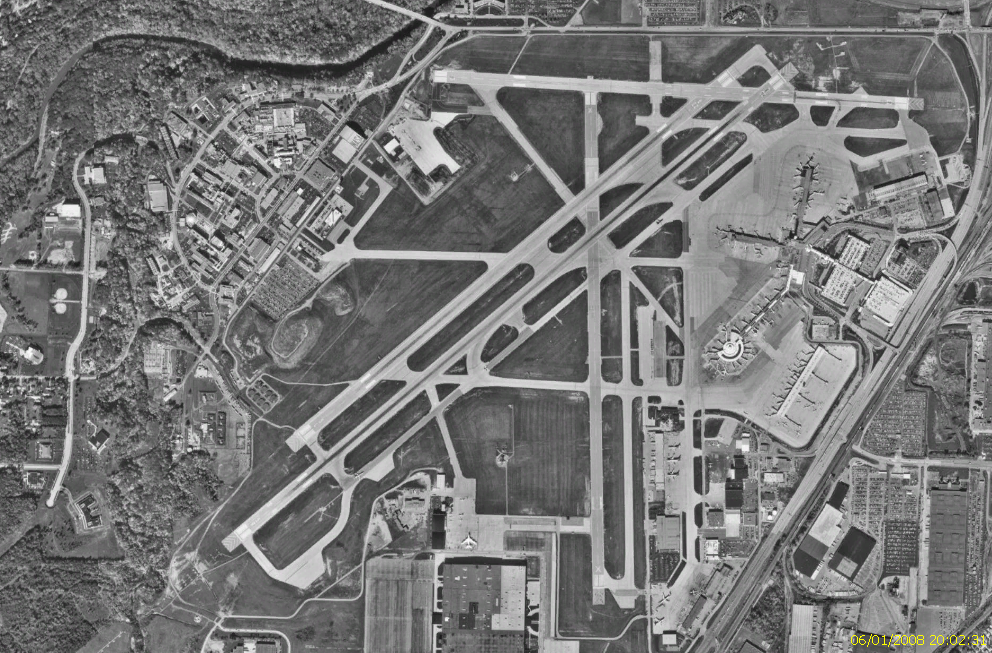
Vue satellitaire (2000).
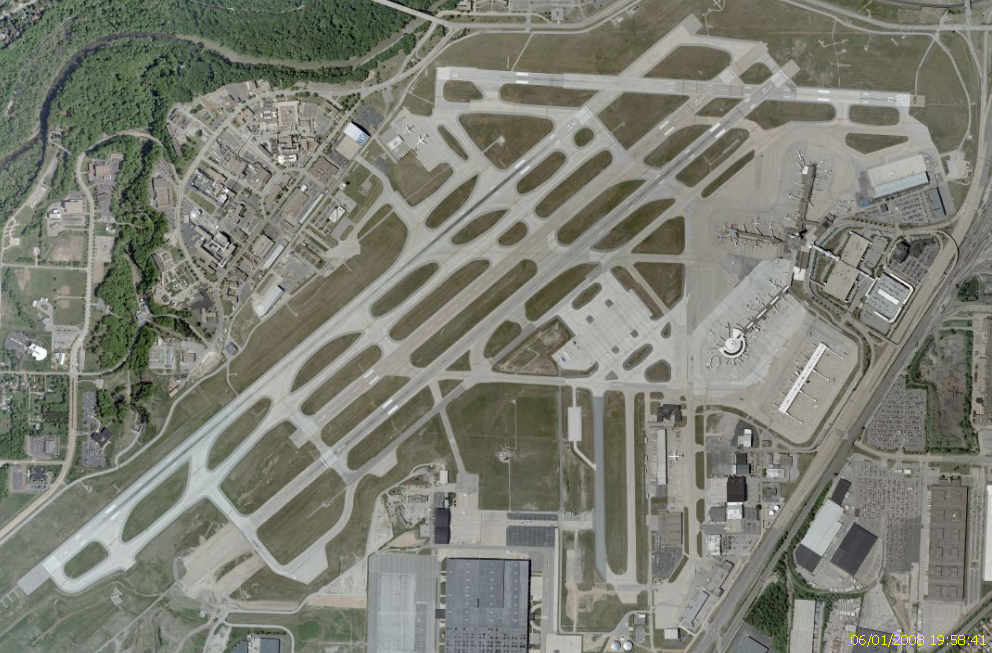
Image satellite récente.

## Liens  externes
- Notice dans un dictionnaire ou une encyclopédie généraliste :   - Encyclopedia of Cleveland History
- (en) Site officiel de l'aéroport international de Cleveland-Hopkins